# On A Friday Demo
Etiquetado únicamente con el nombre On A Friday, esta es la primera grabación conocida de la agrupación inglesa Radiohead. La cinta data de 1986, y al parecer fue grabada en la sala de música de la Escuela Abingdon cuando Thom Yorke tenía 17 años y acababa de reclutar a la mayoría de los miembros
Aunque en ese entonces se trataba de un cuarteto, se contaba con la presencia de un saxofonista llamado Rasmus Peterson, del cual se puede escuchar su intervención en dos de los tracks.
El material salió a la luz en octubre de 2011 luego de ser digitalizado y subido a un canal de Youtube por la usuaria "klootme" quien explica:

«La historia detrás de la cinta es que mi marido estaba en la escuela con la banda y salía de fiesta con ellos (¡antes de que Jonny se uniera!). Phil estaba en Uni con nosotros dos en Liverpool. El demo fue dado a mi esposo a los 17 años en la escuela. Solíamos ir a verlos tocar en Oxford y eramos amigos. Ellos estuvieron bastante inactivos durante 1987-1990 como banda. Pero cuando todo el mundo había terminado la Uni se volvieron a reunir e intentaron hacerlo funcionar. Ellos fueron a Estados Unidos... [y nosotros] fuimos a la India de mochila por 6 meses. Seis meses más tarde cuando volvimos de la India... vimos a Colin con una bolsa de basura repleta de ropa sucia en la lavandería... "demasiado para los Estados Unidos" nos reímos... "Recuerdo haberlos visto en Oxford donde yo y mi marido ¡formábamos una audiencia de 6!.»
 ()

Los remixes al final de la grabación son una bizarra especie de versiones dub donde las vocales prácticamente cortadas entran y salen de forma aleatoria.

## Lista de canciones
De acuerdo a la propia klootme se percibe un estilo de los 80. Además en algunos temas se aprecia el acompañamiento de saxofones.
1. Fragile Friend
2. Girl (In The Purple Dress)
3. Everybody Knows
4. Mountains (On The Move)
5. Fat Girl
6. Lemming Trail
7. Lock The Door
8. Fragile Friend (Remix)
9. Lemming Trail (Remix)
10. Lock The Door (version)
11. In The Breeze